# 地域医療機能推進機構南海医療センター
地域医療機能推進機構南海医療センター（ちいきいりょうきのうすいしんきこうなんかいいりょうセンター）は、大分県佐伯市常盤西町にある、独立行政法人地域医療機能推進機構が運営する病院。大分県南部の中核的な医療機関である。通称JCHO南海医療センター（ジェイコーなんかいいりょうセンター）。

## 診療科目
- 消化器科
- 循環器科
- 呼吸器科
- 血液内科
- 内分泌代謝科
- 透析センター
- 外科
- 脳神経外科
- 整形外科
- 泌尿器科
- 放射線科
- 耳鼻咽喉科
- 眼科
- 心臓血管外科
- 麻酔科
- 皮膚科
- 形成外科

## 指定・認定
- 病院群輪番病院
- 災害拠点病院
- へき地医療拠点病院

## 沿革
- 1947年（昭和22年） - 開院（内科・外科・産婦人科・小児科の4科、病床数21床）。
- 1975年（昭和50年） - 診療棟、一般病棟竣工。
- 1982年（昭和57年） - 労災病棟竣工（病床数275床）。
- 1990年（平成2年） - 人工透析センター増築。
- 1992年（平成4年） - 健康管理センター竣工。
- 2000年（平成12年） - 老人保健施設竣工。
- 2002年（平成14年） - 1病棟、2病棟改修。
- 2014年（平成26年）4月1日 - 同日発足した独立行政法人地域医療機能推進機構に運営が移管され、病院名称を「独立行政法人地域医療機能推進機構 南海医療センター」（JCHO南海医療センター）に変更。
- 2017年（平成29年）9月13日 - 隣接地に建設される新病院棟（9階建）の新築工事起工式を挙行[3][4]。
- 2020年（令和2年）1月6日 - 新病棟での外来診療開始[5]。

## アクセス
- 鉄道 - JR九州日豊本線佐伯駅から徒歩約10分
- バス - 大分バス中央通り4丁目停留所下車